# Кольквиц
Ко́льквиц или Го́лкойце (нем. Kolkwitz; н.-луж. Gołkojce) — коммуна в Германии, в земле Бранденбург. Входит в состав района Шпре-Найсе. Занимает площадь 104,02 км².

## Население
| Год  | Численность | Численность |
| ---- | ----------- | ----------- |
| 1990 | 7555        | [ 4 ]       |
| 1995 | 8622        | [ 4 ]       |
| 2000 | 10 270      | [ 4 ]       |
| 2005 | 9989        | [ 4 ]       |
| 2010 | 9542        | [ 5 ]       |
| 2015 | 9147        | [ 6 ]       |
| 2020 | 9269        | [ 7 ]       |
| 2021 | 9297        | [ 8 ]       |
| 2022 | 9348        | [ 9 ]       |
| 2023 | 9384        | [ 3 ]       |

В настоящее время деревня входит в состав культурно-территориальной автономии «Лужицкая поселенческая область», на территории которой действуют законодательные акты земель Саксонии и Бранденбурга, содействующие сохранению лужицких языков и культуры лужичан.

## Сельские округа
- Айхов (Dubje)
- Бабов (Bobow)
- Бродтковиц (Brodkojce)
- Визендорф (Naseńce)
- Глинциг (Glinsk)
- Гульбен (Gołbin)
- Далиц (Dalic)
- Какров (Kokrjow)
- Кляйн-Гаглов (Gogolowk)
- Кольквиц (Gołkojce)
- Кришов (Kśišow)
- Кунерсдорф (Kósobuz)
- Лимберг (Limbark)
- Милькерсдорф (Górnej)
- Папиц (Popojce)
- Хенхен (Hajnk)
- Цазов (Cazow)

## Известные жители и уроженцы
- Домашкойц, Марьяна (1872—1948) — нижнелужицкая писательница и поэт.
- Шименц, Пауль (1856—?) — немецкий зоолог.